# Charles-Louis Michelez
Charles-Louis Michelez (* 1817 in Paris; † 21. Mai 1894 in Paris) war ein französischer Fotograf und Lithograf.

## Biographie
Er wurde in Paris geboren, als Sohn von Charles Louis und Félicité Michelez  geb.Morin. Er war mit Alicia Roux verheiratet.
Charles-Louis Michelez publizierte das weltweit erste Foto einer Modelleisenbahn, der Eisenbahn des kaiserlichen Prinzen.
Er spezialisierte sich darauf, Kunstobjekte zu fotografieren. 1861 stellte er während der Nationalen Kunstschau und Ausstellung eine Serie von Fotos von Gustave Dorés Originalzeichnungen für Das Inferno im Fotosaal des Academic Salon aus. Unter anderem publizierte er fünf Fotografien der Pariser Weltausstellung 1867 (Französisch: Exposition Universelle).
Er betrieb von 1874 bis 1884 ein Fotostudio in Paris, in der Rue Neuves des Petits Champs.

## Werke (Auswahl)

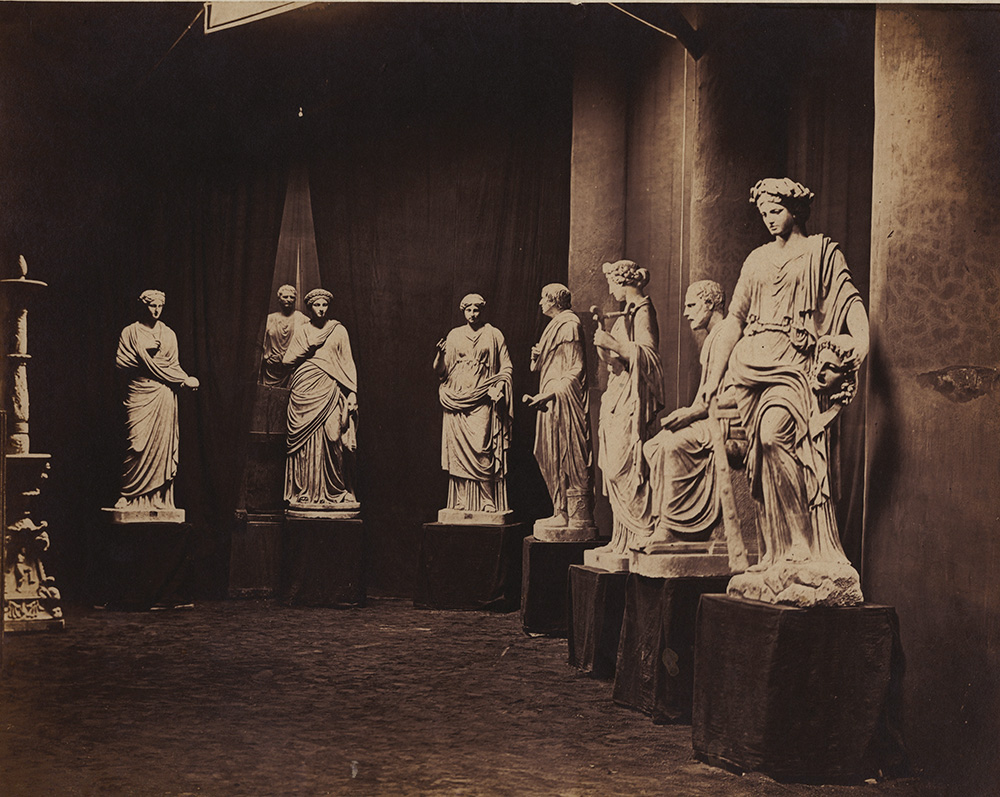
Skulpturen der Weltausstellung 1867, Paris
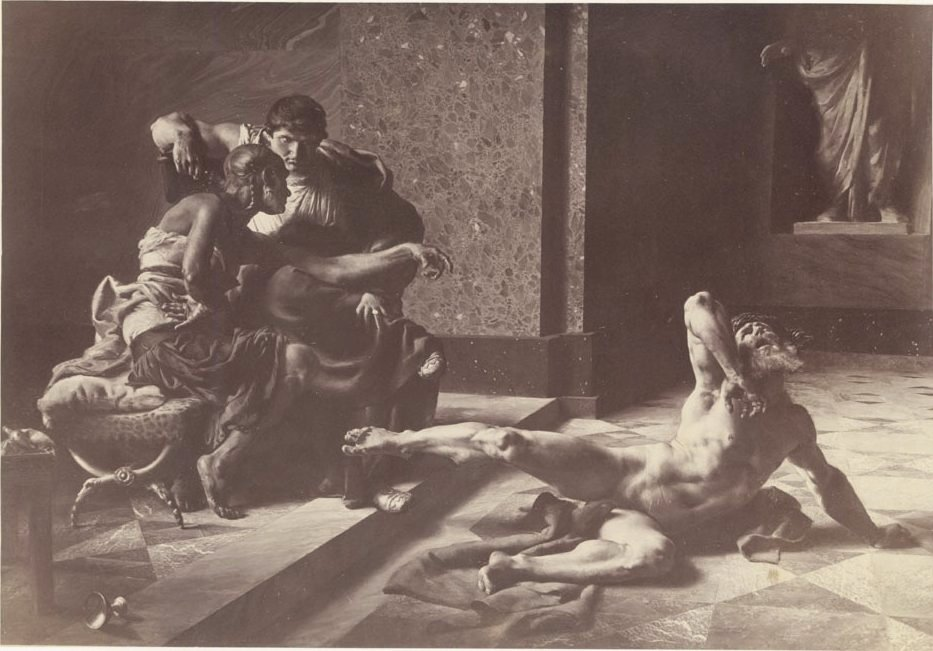
Fotografie eines Gemäldes von Joseph-Noël Sylvestre
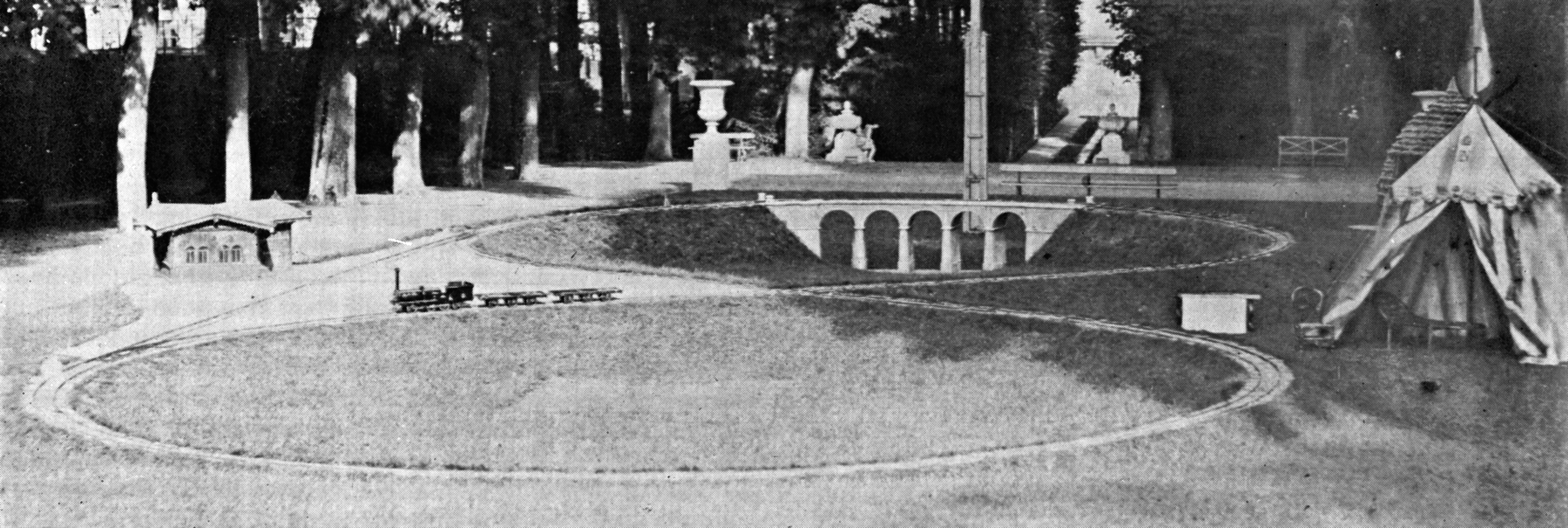
Eisenbahn des kaiserlichen Prinzen, 1859